# Officina meccanica

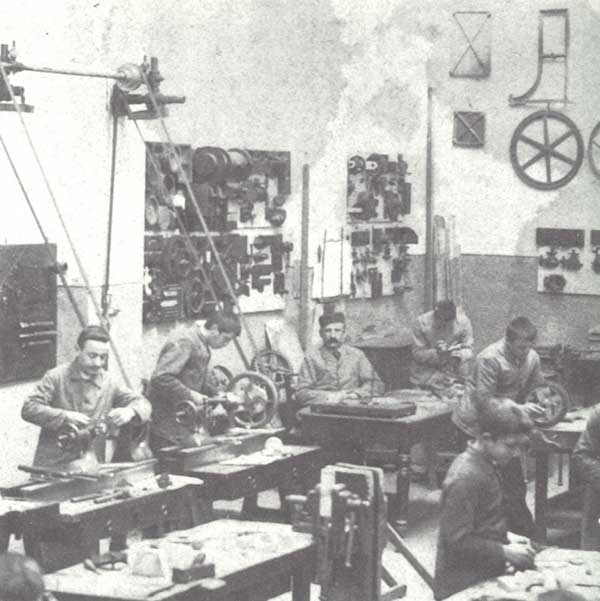
Officina didattica dell'Istituto Aldini-Valeriani, 1898

Un'officina meccanica è un ambiente di lavoro dove si svolge attività di costruzione, riparazione e lavorazione meccanica. Nel corso del tempo ha dato origine alla bottega artigianale, al laboratorio e all'officina industriale. La parola viene dal latino officina: laboratorio, bottega.

## Storia
La moderna officina meccanica nasce nell'Ottocento con l'introduzione delle macchine a vapore per generare la forza motrice necessaria a muovere i macchinari utensili, oggi rimpiazzate da motori elettrici.

## Descrizione dei vari tipi di officina meccanica
L'officina accoglie banchi da lavoro, piani di riscontro, strumenti di misura, attrezzi, utensili a mano, macchine utensili, minuteria metallica, bulloneria, viteria e altro a seconda dell'indirizzo lavorativo cui è orientata: per meccanica pesante, di precisione, automobilistica, ferroviaria, nautica, ecc. Vi lavorano operai e tecnici specializzati tra cui congegnatori, disegnatori, fresatori, tornitori, lappatori, meccanici. È organizzata in vari reparti tra cui quelli per i posti di lavoro, per le macchine utensili, per i magazzini del materiale. Ogni posto di lavoro dispone di un banco da lavoro con la morsa e l'attrezzatura necessaria. Gli ambienti moderni sono climatizzati e regolamentati da severe norme di sicurezza e dispongono di dispositivi di protezione individuale.

## Dotazione dell'officina

### Strumenti di misura
La metrologia è di massima importanza in officina e usa essenzialmente strumenti di misura basati sui sistemi metrico e imperiale. Le unità più impiegate per la misura delle distanze sono il millimetro e il pollice e, soprattutto nella meccanica di precisione, le loro frazioni; per la misura degli angoli usa il grado. La metodologia di misura è varia ma impiega soprattutto il calibro il micrometro ed il comparatore; altri strumenti sono utilizzati per compiti specifici o di nicchia.

Misura di un dado esagonale con il calibro a corsoio e nonio

Il calibro è uno strumento alquanto versatile e rappresenta per il meccanico ciò che rappresenta il regolo calcolatore per l'ingegnere. Con esso si misurano soprattutto diametri, anche superiori alla massima apertura dello strumento; in tal caso si misura la corda sottesa dal massimo arco abbracciato dai becchi in modo che il suo punto medio tocchi l'asta, poiché la distanza tra l'asta e la punta dei becchi è nota dai parametri costruttivi del calibro allora si può calcolare il diametro con semplici proporzioni geometriche a partire dalla misura della corda. Si può anche risalire al peso di una barra tonda di ferro, poiché sul retro dell'asta è quasi sempre stampigliata una tabella dei pesi per metro e l'indice del corsoio punta in questa tabella al peso che corrisponde a una barra del diametro misurato tra i becchi e lunga un metro; oppure al diametro della punta da usare per praticare il foro da filettare a un certo diametro, grazie a una seconda tabella stampigliata sull'asta; oppure leggere il peso specifico di vari materiali sulla tabella stampigliata sul corsoio.
Gli angoli si misurano con il goniometro e con la barra sinusoidale. Per misure precise si preferisce il goniometro con alidada e nonio. Per la verifica degli angoli retti si usa la squadretta metallica.
Il passo delle filettature si misura con il contafiletti. Si procede per tentativi cercando quale lamina intagliata del contafiletti si adatta perfettamente con la filettatura da misurare; la misura del passo è stampigliata sulla lamina. Misure più accurate delle filettature si eseguono con il calibro per filetti oppure con il micrometro a punte intercambiabili e capruggine, che permette di conoscere il diametro medio del filetto e il diametro del nocciolo della vite. Usa due contropunte: la prima è la punta conica che si adatta alla gola del filetto, la seconda è la capruggine che si adatta alla cresta del filetto. Per conoscere il profilo del filetto e per misurazioni molto precise si usano i calibri per filettature, a tampone e ad anelli filettati.

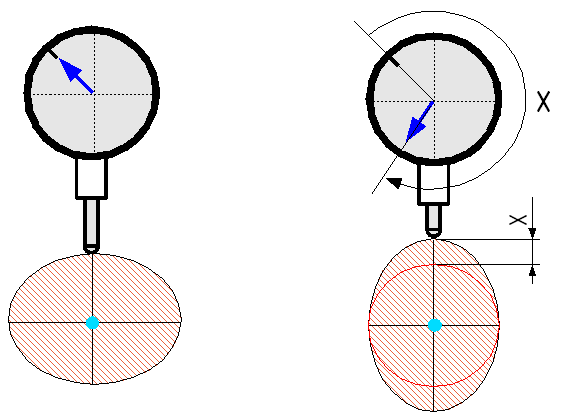
Verifica di ovalità

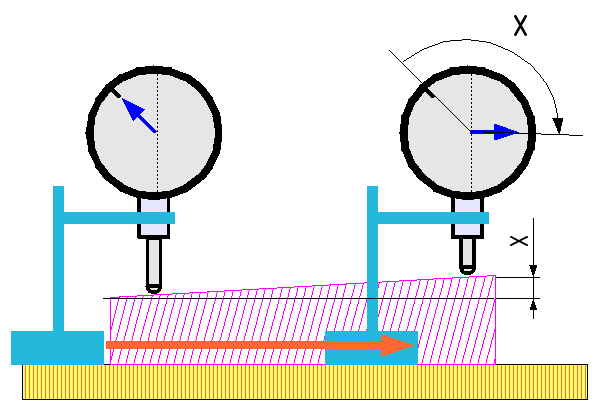
Verifica di planarità

Per le distanze differenziali tra oggetti si usa il comparatore. Esiste in vari tipi e ha molteplici impieghi, tra cui il controllo della regolarità delle superfici, della perpendicolarità, della rotondità, del parallelismo. In sostanza misura con la precisione del centesimo di millimetro lo spostamento dell'asta di comando che può essere a deflessione o a compressione, anche detta tastatore, alla quale si possono collegare diversi accessori (di solito aste) a seconda del tipo di misura da compiere. I comparatori minimetri a tastatore possono raggiungere la precisione del micron e si usano soprattutto montati su stativi per misurare la rugosità delle superfici.
La velocità di rotazione e il numero dei giri compiuti da un albero si misurano con il tachimetro e il contagiri, accoppiando il loro alberino all'albero in rotazione tramite giunto elastico, di solito in gomma. La lettura si esegue su quadrante a lancetta per i modelli meccanici, su visore per i modelli elettronici.
Per le pressioni dei fluidi si usano manometri per gas e per liquidi.
Quando serve una misura campione si ricorre ai blocchetti di riscontro, parallelepipedi di acciaio a facce perfettamente parallele e levigate disponibili in serie di misure adatte a comporre, sovrapponendoli, una grande varietà di misure campione. L'assortimento standard completo è composto da 112 pezzi. I loro valori nominali si riferiscono di solito alla temperatura di 20 °C. Servono soprattutto per la taratura di altri strumenti.
Misure di estrema precisione di superfici superpulite e ottiche possono eseguirsi in ambienti puliti con interferometri in luce laser e microscopi a forza atomica.

### Utensili e attrezzi a mano

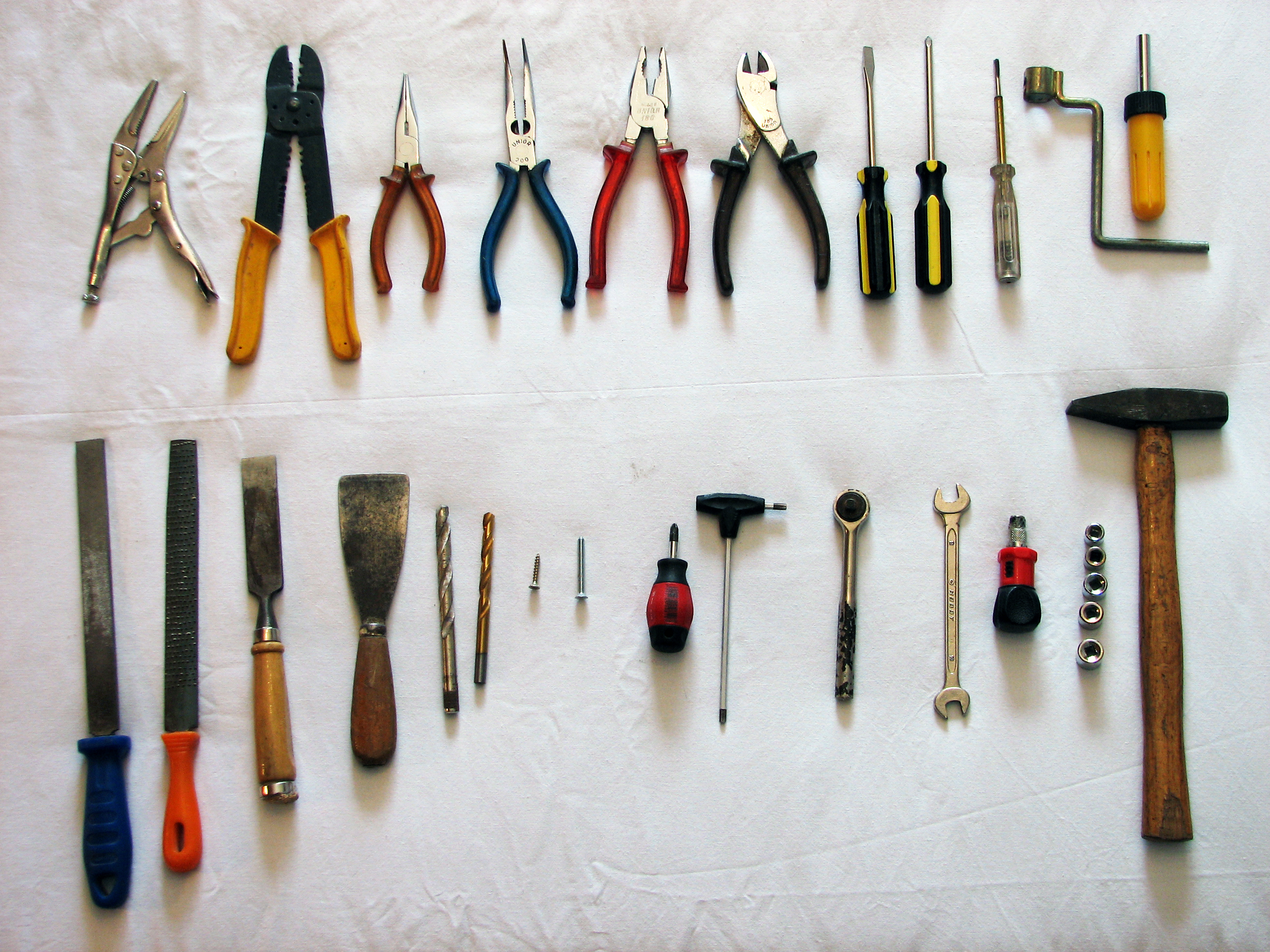
Attrezzi e utensili d'officina

Il reparto che costruisce o custodisce gli attrezzi si chiama attrezzeria; il magazzino degli utensili si chiama utensileria. 
Ogni officina ha ampia dotazione di attrezzi e utensili di varie misure (metriche, imperiali, ecc.) a seconda degli scopi che si prefigge. Sono raccolti e organizzati per tipologia d'uso e riposti in armadi, cassettiere, carrelli per lavoro, oppure appesi alle pareti su apposite rastrelliere porta utensili. Alcuni, come la morsa, sono fissati al banco di lavoro; altri, come il paranco, sono ancorati al soffitto.
Gli utensili si usano a mano con perizia ed esperienza indossando opportuni indumenti di protezione (tuta, guanti, occhiali, scarpe di sicurezza) per ridurre i rischi d'infortunio. Il risultato del loro impiego dipende in gran parte dall'abilità e dall'esperienza.
Alcuni utensili abbisognano di manutenzione periodica, per esempio oliatura e ingrassaggio, affilatura, taratura; altri hanno parti soggette a rapida usura e vanno sostituite spesso, come le lame dei taglierini e dei seghetti; altri ancora possono impiegarsi solo in ambienti speciali, per esempio in camera pulita o sotto vuoto. In ogni caso attrezzi e utensili vanno maneggiati con cura e rispetto.

### Macchine accessorie
- Compressore
- Forno metallurgico e per trattamenti termici
- Gru a ponte
- Gru a bandiera
- Paranco
- Ponte sollevatore
- Banco prova, per le officine specializzate

### Macchine utensili
- Brocciatrice
- Dentatrice
- Fresatrice
- Lapidello
- Lappatrice
- Limatrice
- Maglio
- Mola
- Pallinatrice
- Piallatrice
- Pressa
- Rettificatrice
- Saldatrice
- Segatrice
- Tornio
- Trapano
- Elettroerosione
- Sinterizzatrice
- Centro di lavoro

### Minuteria metallica
- Bulloni
- Dadi
- Helicoil
- Rondelle
- Viti
- Seeger
- Spine

### Fluidi e lubrificanti
- Acetone
- Grasso
- Olio
- Olio da taglio
- Olio sbloccante (Svitol o WD-40)
- Petrolio bianco
- Solvente
- Acquaragia
- Sgrassante

## Tipiche lavorazioni di officina
Prima di lavorare un pezzo è sempre utile procedere con la tracciatura per evidenziare i limiti geometrici entro cui operare e determinare la posizione e la quantità del sovramateriale da togliere. Si esegue nel piano e nello spazio con semplici utensili a mano: compasso, graffietto, marcatore, prisma a V, punzone, squadretta, truschino.
Conclusa la tracciatura si procede al banco o a macchina con la sgrezzatura, poi con l'aggiustaggio per sgrossatura lisciatura e rifinitura. Si passa infine ai controlli sul piano di riscontro con blu di Prussia, riga triangolare, compasso, colonnina, traguardo e cassetta luminosa, o alla metrologia. Se necessario si eseguono successive rifiniture sino a raggiungere le tolleranze previste in fase di progetto.
secondo un metodo ormai in disuso da decenni. operazioni come la tracciatura sono state ormai sostituite dai moderni centri di lavoro, che permettono di ricavare il pezzo finito partendo dal materiale grezzo eseguendo tutte le lavorazioni che il progetto richiede.

### Fondamentali

#### Alesatura
Corregge lievemente l'assialità e il diametro dei fori, che è chiamato alesaggio, precedentemente realizzati con il trapano. Può eseguirsi a mano con gli alesatori montati sul giramaschi oppure a macchina con l'alesatrice.

#### Brocciatura
Lavorazione meccanica per la creazione di dentature di fori. Solitamente destinata alla realizzazione di sedi di accoppiamento per ruote dentate e/o alberi di trasmissione.
Viene eseguita con apposite macchine utilizzando specifici utensili detti appunto brocce.

#### Filettatura
Crea il filetto interno ai fori o esterno ai pezzi cilindrici e conici. Nel primo caso si parla di maschiatura poiché il lavoro è compiuto da utensili chiamati maschi, nel secondo caso non c'è un termine specifico e il lavoro è compiuto da utensili detti filiere. Può eseguirsi a mano oppure a macchina su maschiatrici e filettatrici, o anche con il trapano se in luogo della punta si monta un maschio o un mandrino per filiere. Con il tornio è possibile filettare sia gli interni sia gli esterni con lo stesso utensile e produrre filetti a passo variabile o multipli. Un altro metodo per filettare è la rullatura, molto usato nella produzione di bulloni di elevata resistenza. Per avere filettature rinforzate si può inserire un riporto di materiale più duro, per esempio un filetto riportato, dopo aver maggiorato il foro e praticato una nuova filettatura adatta ad accogliere l'inserto.

##### Maschiatura a mano

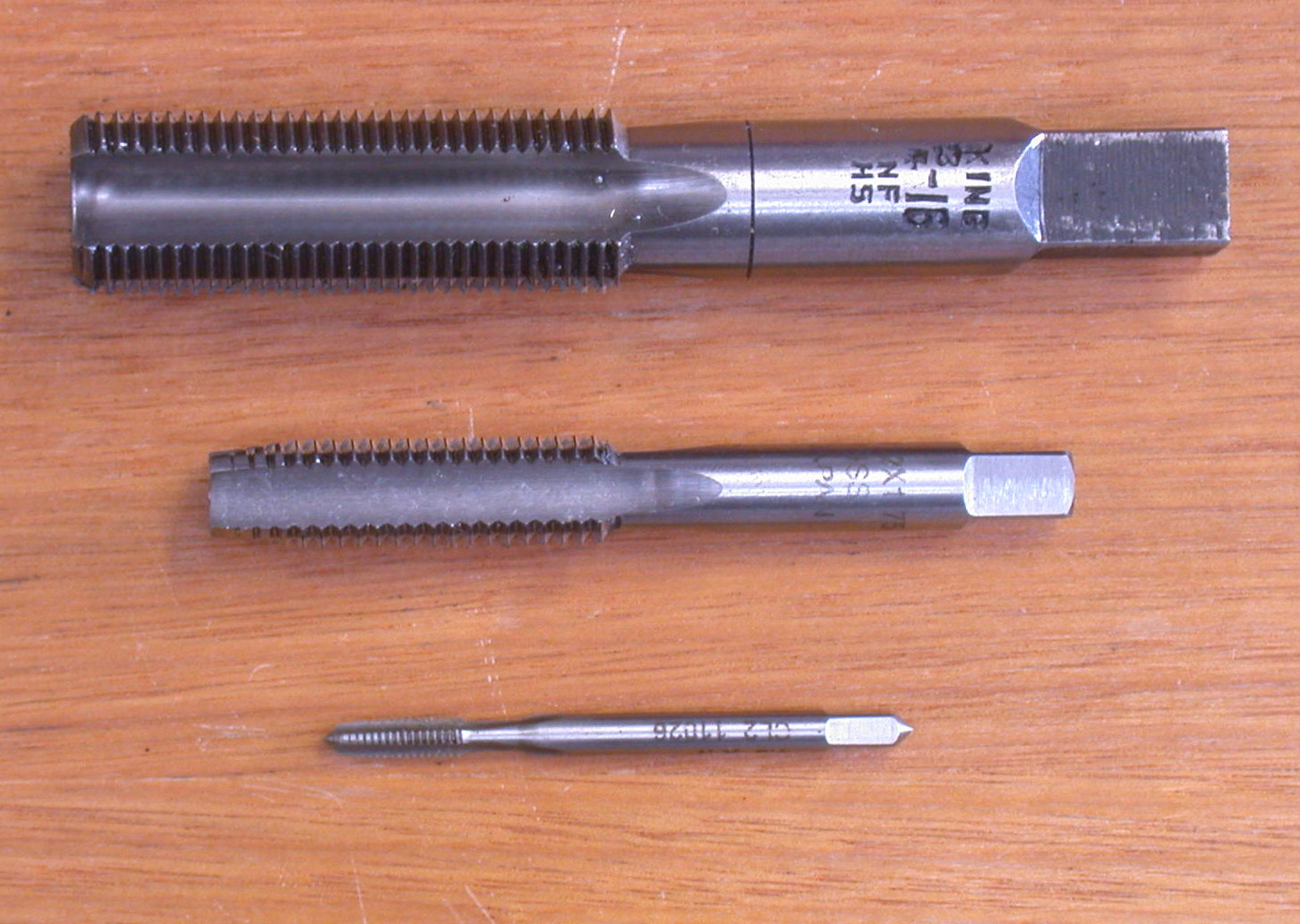
Maschi creatori

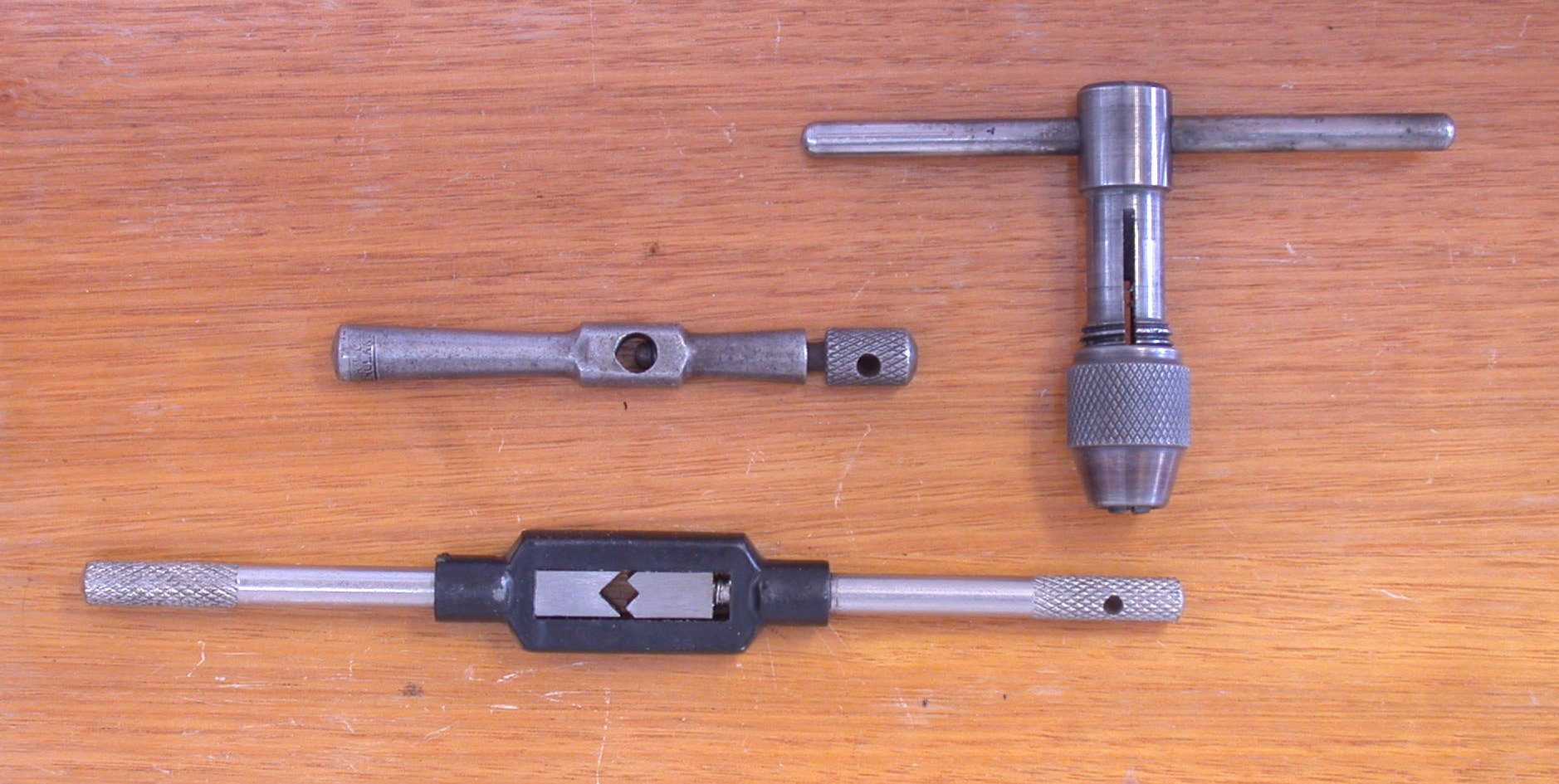
Giramaschi

La scelta del maschio dipende dal genere di filettatura che si vuol ottenere, dal materiale e dal tipo di foro (cieco oppure passante). Si usano di solito tre maschi di pari misura che differiscono per la cresta dell'elica e per il diametro dell'imbocco: lo sgrossatore, l'intermedio e il rifinitore, in ordine di passata. Per passi fini si possono usare solo lo sgrossatore e il rifinitore, per passi molto lunghi esistono diverse misure d'intermedi e le passate necessarie possono diventare numerose. Importante è la lubrificazione in fase di maschiatura: a seconda del materiale converrà usare lubrificanti adatti, per esempio olio da taglio per l'acciaio e petrolio per la ghisa; l'ottone si lavora però a secco.
Si comincia forando il pezzo con una punta di opportuno diametro ricavabile da tabelle a seconda della misura e del tipo della filettatura; per misure medio-piccole si può ricorrere alla comoda tabellina stampigliata sul retro dei calibri a corsoio. In mancanza di tabelle e per filettature non troppo pretenziose si può calcolare il diametro del foro moltiplicando per 0.8 quello nominale del filetto da farsi. Se la punta della giusta misura non è disponibile conviene usare la misura superiore e mai quella inferiore, purché la differenza sia di pochissimi decimi di millimetro. Se il materiale da maschiare è di notevole durezza conviene agevolare l'ingresso del maschio praticando sull'imboccatura del foro una lieve svasatura di diametro pari a quello nominale del filetto. Dopo aver accomodato il maschio sgrossatore all'imboccatura si controlla la sua coassialità con l'asse del foro e si procede ruotando lentamente il giramaschi e applicando al contempo una forza longitudinale di spinta per favorire l'impanatura. Per tutta l'operazione il maschio deve restare coassiale al foro, eventuali disallineamenti portano a filettature inclinate o anche alla rottura dell'utensile. Di tanto in tanto è utile ruotare di qualche giro al contrario, per agevolare l'evacuazione del truciolo e lo scarico. Conclusa la passata con lo sgrossatore si procede analogamente con l'intermedio e poi con il rifinitore.
A fine lavoro si ripulisce il foro con aria compressa accertandosi di eliminare ogni residuo di truciolo, si pulisce il maschio e si ripone nella custodia con l'accortezza di avvolgerlo in un velo d'olio protettivo.

##### Maschiatura a macchina
Maschiare a macchina è facile e rapido ed è l'unica strada percorribile nella vasta produzione. Si usa un solo maschio per ogni misura di filetto anziché i tre o più necessari a mano, grazie alla maggior forza e migliore stabilità che la maschiatrice offre rispetto alla mano dell'uomo. Si distinguono però maschi a gambo lungo, medio e corto e per fori ciechi o passanti, e l'imbocco comprende più filetti. L'utensile si monta sul mandrino portamaschi che grazie al meccanismo di controllo della coppia assicura di non superare il momento torcente adatto al maschio e al materiale in lavorazione. La velocità di taglio deve regolarsi in rapporto alle dimensioni del filetto e al materiale.
Oltre alla maschiatrice si può usare per modesti lavori anche il trapano purché disponga d'inversore del moto rotazionale e di regolazione della velocità.

##### Filettature con filiera a mano

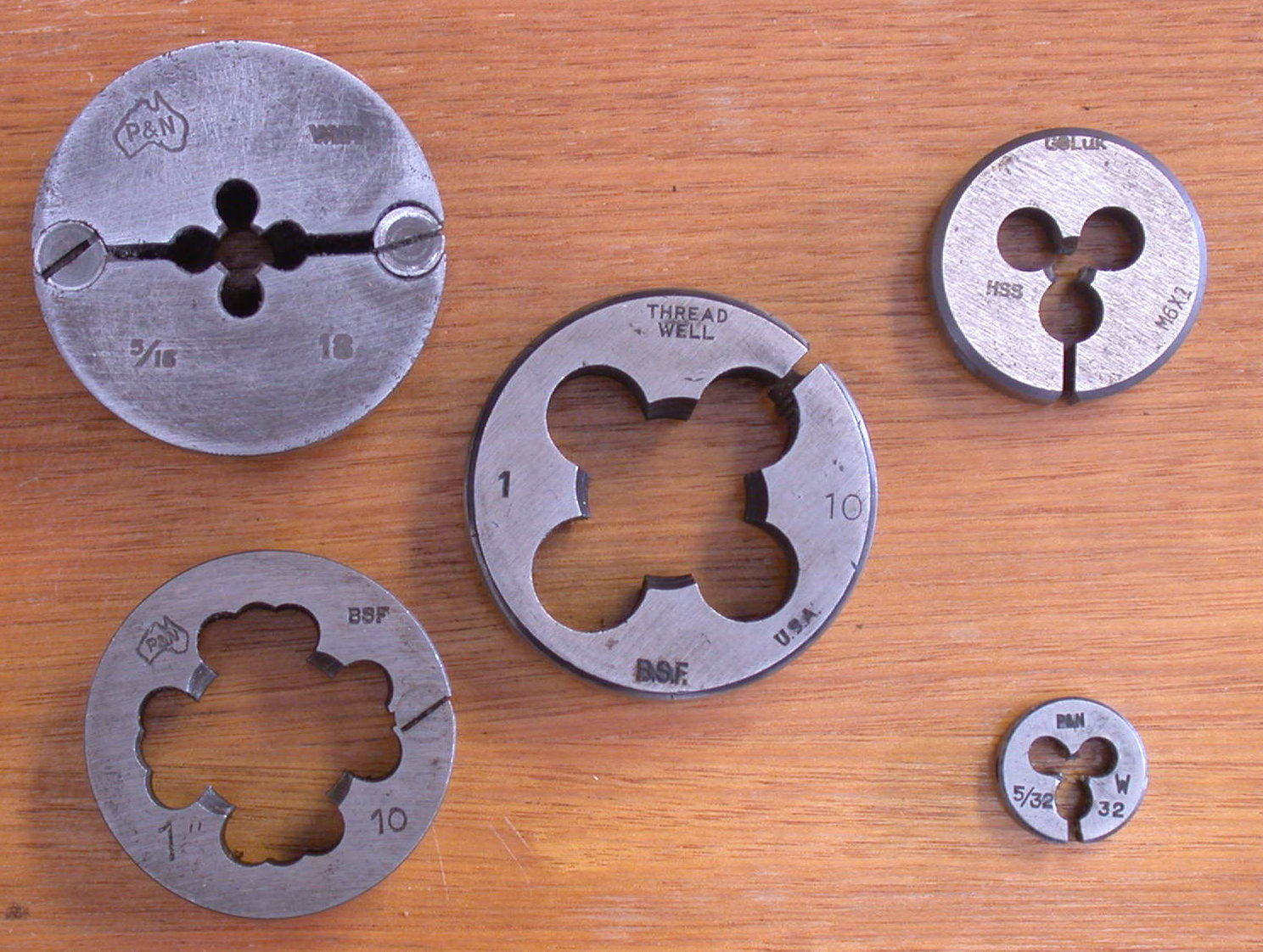
Filiere

Le parti cilindriche per viti bulloni e barre filettate si lavorano con le filiere. Sono queste utensili di forma anulare il cui foro centrale è filettato a taglienti paralleli, oppure utensili regolabili composti da blocchetti mobili di acciaio temprato e lavorato a taglienti. Le più usate sono senz'altro le fisse anulari. Si manovrano con il girafiliere, oppure con la mano nel caso di semplici ripassate per ravvivare filettature lievemente rovinate.
Il lavoro di filettatura a mano si esegue con il girafiliere ben impugnato e mosso con movimenti omogenei e il più possibile uniformi. Di tanto in tanto conviene girare al contrario per agevolare lo scarico del truciolo. Per il resto valgono le stesse precauzioni dette sopra circa la maschiatura a mano.

##### Filettatura con filiera a macchina
Impiega filiere automatiche o a scatto costituite da pettini radiali o tangenziali o circolari, i pettini sono regolabili e taglienti. Per agevolare il veloce ritorno automatico a operazione conclusa i pettini si allargano a scatto, disimpegnandosi dal filetto appena creato. Queste filiere vengono azionate da macchine simili alle maschiatrici.

##### Rullatura
Impiega rulli filettati che incidono il materiale per rifollatura grazie alla deformazione plastica. Per filettature di scarsa qualità possono impiegarsi piastre anziché rulli. Crea filetti di diametro maggiore di quello del gambo iniziale ed è utilizzata soprattutto nella produzione di bulloni.

##### Filettatura al tornio
Al contrario dei metodi precedenti il filetto al tornio si ottiene per rotazione del pezzo e non del tagliente. Grazie alla traslazione non lineare dell'utensile si possono intagliare filetti a passo variabile o conici o a profondità variabile. Per le normali filettature cilindriche a passo costante il carrello portautensile avanza ad ogni giro del pezzo di una quantità costante e pari al passo.

#### Foratura
La Foratura serve per praticare fori, di solito per accogliere viti passanti oppure per essere filettati. Si esegue con il trapano o con il tornio.
La foratura ha subito notevoli cambiamenti a seguito delle sempre più pressanti esigenze produttive delle aziende moderne.
Ridurre il concetto a una semplice punta e un trapano, è puramente riduttivo.
Partiamo dal presupposto che si tratta di una delle operazioni meccaniche in cui utensile e lubrificante sono maggiormente sollecitate per le pressioni fatte dalla macchina sulla punta e la resistenza dei materiali impiegati sempre maggiore.
I sistemi di foratura sono anche detti bta, a cannone e vengono effettuati su centri di lavoro a controllo numerico, foratrici, ricordando che da manuale i parametri di taglio devono essere rispettati, mai più di 7 volte il diametro si può forare.

#### Fresatura
La fresatura è la lavorazione più utilizzata nelle aziende meccaniche che si basa sull'asportazione di trucciolo.
Serve per ricavare pezzi con forme geometriche specifiche.
All'interno di un pezzo fresato ci possono essere altre lavorazioni di fresa quali cave, ribassi, smussi,
raggi ecc.

#### Lappatura
La Lappatura è il perfezionamento delle superfici successivo alla raschiatura e alla smerigliatura ed eseguito con polveri abrasive finissime, a mano oppure a macchina con la lappatrice. Consente di raggiungere precisioni estreme e creare superfici a bassissimo grado di rugosità.

#### Limatura
È una delle lavorazioni più tipiche dell'aggiustaggio, serve per eliminare il sovraspessore residuo attorno ai limiti segnati dalla tracciatura e si esegue con le lime.

#### Saldatura
La saldatura è una fusione (che avviene tramite corrente sviluppata da macchinari chiamati saldatrici o tramite fuoco miscelando ossigeno e acetilene) di materiale ferroso o leghe chiamato "Elettrodo" su due parti divise che dovranno essere unite.

#### Magliatura
La magliatura è un processo di lavorazione dei metalli che utilizza un martello o un maglio per deformare il materiale mediante colpi ripetuti. Viene impiegata per creare utensili, armi e componenti meccanici. Può essere eseguita manualmente o con macchinari specifici.

#### Taglio
Serve per ricavare il pezzo da una barra o da una lastra o da un blocco. Si esegue a mano con il seghetto o a macchina con la segatrice, oppure a mano con le cesoie se la lastra è sufficientemente sottile; nel primo caso si parla di segatura, nel secondo di tagliatura.

#### Tornitura
La tornitura è un processo di produzione industriale ottenuta per asportazione di truciolo. La tornitura viene definita da un moto rotatorio del pezzo e un moto per lo più rettilineo dell'utensile (nella fresatura e nella foratura l'utensile possiede invece un moto rotatorio). Il tagliente dell'utensile penetra nel materiale del pezzo e ne rimuove la parte in eccesso, chiamata "sovrametallo", che allontanandosi dal pezzo forma un truciolo. 
La macchina utensile usata per la tornitura è detta "tornio".
La tornitura viene utilizzata ampiamente nella lavorazione di metalli, ma anche per legno e pietra. Gli aspetti descritti nel seguito si riferiscono principalmente alla realizzazione di pezzi in metallo.
La tornitura di un pezzo fissato tra le punte esige che si verifichi la coincidenza fra l'asse del pezzo e quello del tornio, mediante la regolazione della posizione della controtesta.
Esempio di una tornitura cilindrica esterna.
Si debba tornire un pezzo del diametro di 25 mm al diametro 20 h8
L’indicazione h8 permette di ricavare la tolleranza della quota 20, infatti consultando le tabelle delle tolleranze (o calcolando l’ampiezia dell’intervallo con la formula relativa e ricordando lo scostamento relativo alla lettera, nullo nel caso della "h") si trova che per quota 20 mm, corrisponde l’intervallo di accettabilità compreso tra 19,967 e 20,000 mm.
Si tratta quindi di una lavorazione relativamente precisa che richiede diverse passate sempre più leggere e il controllo dei diametri che di volta in volta si ottengono.
Procedimento:
il soprametallo del pezzo in lavorazione è uguale a (25-20)/2=2.5mm.
Con un utensile diritto per sgrossare si esegue una prima passata di sgrossatura fino a ridurre il soprametallo a circa 0,8-1mm
Si controlla quindi il diametro ottenuto (per esempio con un calibro a corsoio) e si eseguono ulteriori passate di finitura con utensili idonei a questa lavorazione, misurando il diametro dopo ogni passata e terminando appena si è scesi sotto il diametro massimo accettabile (nel nostro esempio 20,000 mm). Per questo motivo tecnologico gli alberi hanno tendenzialmente una dimensione reale più vicina a quella massima e viceversa i fori hanno una dimensione reale più vicina a quella minima. 
Si noti come questo fatto può essere apprezzato se si considera che il rodaggio iniziale e in generale l’usura dei pezzi portano gli alberi a diminuire leggermente la loro sezione e viceversa ad aumentare leggermente la grandezza dei fori, compensando così il suddetto lieve squilibrio dovuto al processo tecnologico

### Al banco

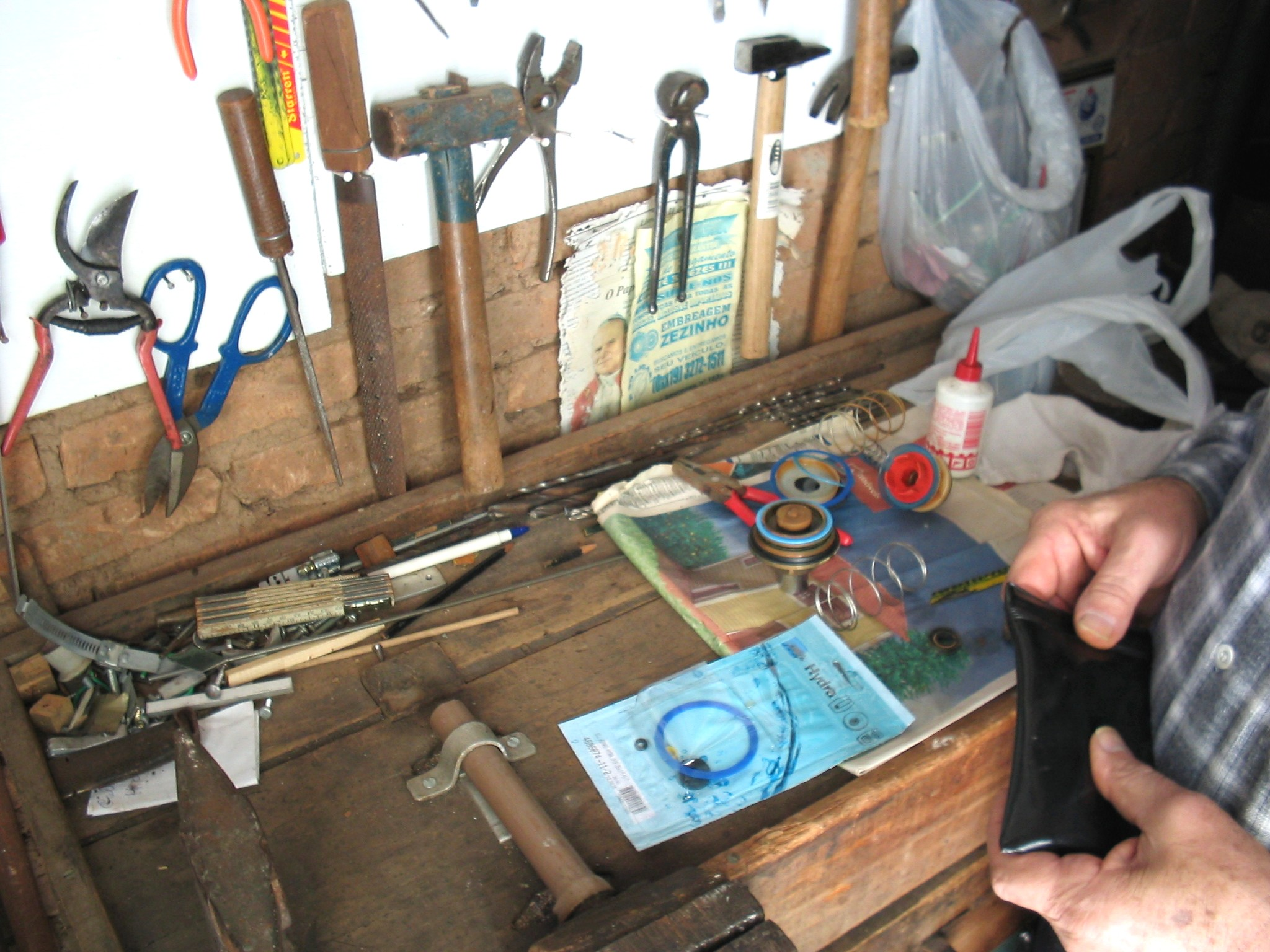
Banco da lavoro.

La lavorazione al banco comprende le operazioni che si eseguono sul banco di lavoro, in particolare sul banco d'aggiustaggio e alla morsa, con attrezzi e utensili a mano: morsa, lima, tracciatore, punzone, graffietto, maschio, filiera, ugnetto, scalpello, raschietto, bedano, seghetto, trapano, pinza, chiave, giravite, tronchese, piano di riscontro, blu di Prussia e altri. Tra le principali vi è l'aggiustaggio che contempla segatura, scalpellatura raschiatura e soprattutto limatura, la quale comprende a sua volta sgrossatura lisciatura e finitura.

### Complesse
Lo spettro dei lavori possibili in una buona officina ben attrezzata è amplissimo, di seguito alcuni esempi.

#### Costruzione d'ingranaggi
Gli ingranaggi, anche detti ruote dentate, sono componenti di eccezionale importanza in ogni meccanismo tra cui i riduttori di velocità. Molte officine sono dedite alla loro esclusiva costruzione.

#### Costruzione di utensili
Si pensi che fino agli anni 50-60 tutti gli utensili di uso comune ad esempio martelli, falci, roncole, scalpelli, accette, chiodi, pinze, zappe e coltelli erano tutti prodotti dai fabbri che, lavorando duramente, creavano questi oggetti. Ad esempio, per una falce si partiva da una barra di acciaio ben scaldata sulla forgia che veniva appiattita e sagomata tramite incudine e martello. In seguito si creava l'innesto per il manico ed infine veniva temprata. Dopo la tempra veniva limata e infine affilata. Con la nascita delle industrie le falci, le zappe, e i martelli fatti a mano costavano troppo rispetto a quelli industriali di miglior prestanza, quindi l'unico compito del fabbro divenne quello di ripararli o di riaffilarli.

### Enti normativi
- Comitato Europeo di Normazione
- ISO
- Ente Nazionale Italiano di Unificazione

### Tabelle di consultazione
- Lista di standard ISO
- Tabella per forature e maschiature
- Tabella per filettature metriche